# 26 mars
26 mars är den 85:e dagen på året i den gregorianska kalendern (86:e under skottår). Det återstår 280 dagar av året.

## Återkommande bemärkelsedagar

### Helgdagar
- Påskdagen firas i västerländsk kristendom för att högtidlighålla Jesu återuppståndelse efter korsfästelsen, åren 1815, 1826, 1837, 1967, 1978, 1989, 2062, 2073, 2084.

### Nationaldagar
- Bangladesh (till minne av självständigheten från Pakistan 1971)

## Namnsdagar

### I den svenska almanackan
- Nuvarande – Emanuel
- Föregående i bokstavsordning
  - Emanuel – Namnet infördes på dagens datum 1691, då det ersatte den äldre namnformen Immanuel, och har funnits där sedan dess.
  - Emanuella – Namnet infördes på dagens datum 1986, men utgick 1993.
  - Immanuel – Namnet fanns på dagens datum före 1691, då det utgick och ersattes av namnformen Emanuel. 1986 återinfördes det på dagens datum, men utgick återigen 1993.
  - Manne – Namnet infördes 1986 på 14 oktober. 1993 flyttades det till dagens datum och utgick 2001.
- Föregående i kronologisk ordning
  - Före 1691 – Immanuel
  - 1691–1900 – Emanuel
  - 1901–1985 – Emanuel
  - 1986–1992 – Emanuel, Emanuella och Immanuel
  - 1993–2000 – Emanuel och Manne
  - Från 2001 – Emanuel
- Källor
  - Brylla, Eva (red.): Namnlängdsboken, Norstedts ordbok, Stockholm, 2000. ISBN 91-7227-204-X
  - af Klintberg, Bengt: Namnen i almanackan, Norstedts ordbok, Stockholm, 2001. ISBN 91-7227-292-9

### Finlandssvenska almanackan
- Nuvarande från 2020[1] – Emanuel, Manne, Immanuel
- I föregående revideringar[a][2]
  - 1929–1949 – Emanuel
  - 1950–1972 – Emanuel, Manne
  - 1973–1988 – Emanuel, Immanuel
  - 1989–2019 – Emanuel, Immanuel, Manne

## Händelser
- 752 – Stefan II, som har valts till påve tre dagar tidigare, avlider av slaganfall. Vid denna tid anses han inte legitim som påve, eftersom han inte hinner krönas och räknas därför inte in i den officiella påvelängden. Hans efterträdare, som väljs samma dag, heter också Stefan och denne antar därmed också ordningsnumret II. På 1500-talet börjar man dock anse, att ett val räcker för påvens legitimitet och då den förste Stefan II då upptas i den officiella påvelängden räknas alla efterföljande Stefanpåvars ordningsnummer upp med ett, varför efterträdaren då kommer att kallas Stefan III. 1961 ändras reglerna igen, varvid Stefan II förlorar sin legitimitet och efterföljande Stefanpåvars ordningsnummer räknas ner med ett steg, varför hans efterträdare sedan dess åter benämns Stefan II.
- 1523 – Sedan Kristian II har blivit avsatt som kung av Danmark och Norge den 20 januari hyllas hans farbror Fredrik I av danska adelsmän som de båda ländernas nye kung på landstinget i Viborg. Den 13 april går Kristian i landsflykt till Nederländerna.
- 1830 – Den amerikanske religiöse ledaren Joseph Smith publicerar Mormons bok i New York. Han hävdar själv, att det är en översättning av de guldplåtar han har erhållit av ängeln Moroni vid en uppenbarelse 1823 och boken blir en av grunderna för Mormonkyrkan, som Smith grundar den 6 april samma år.
- 1942 – Sedan nazisterna den 20 januari under Wannseekonferensen har beslutat att ”den slutgiltiga lösningen” på judefrågan ska inbegripa förintandet av alla Europas judar börjar man denna dag deportera judar till koncentrationslägret Auschwitz i södra Polen. Lägret har funnits sedan 1940, men har dittills endast fungerat som fång- och arbetsläger. Nu inrättas det dock som förintelseläger och fram till dess befrielse av ryssarna den 27 januari 1945 blir omkring 1,1 miljoner människor av de totalt 1,3 miljoner, som deporteras dit, mördade eller dör av andra orsaker.
- 1971 – Östpakistan, som sedan Indiens delning 1947 har varit en pakistansk exklav på Indiens nordostkust, utropar sin självständighet från Pakistan.[3] Därmed utbryter ett befrielsekrig, som kommer att vara till 16 december samma år och leda till att Pakistan erkänner området som den självständiga staten Bangladesh.
- 1995 – Schengenområdet bildas bestående av Belgien, Frankrike, Luxemburg, Nederländerna, Portugal, Spanien och Tyskland.
- 2000 – Den ryske premiärministern Vladimir Putin, som har varit Rysslands tillförordnade president sedan Boris Jeltsins avgång vid årsskiftet, vinner det ryska presidentvalet med 53,4 procent av rösterna (tvåan Gennadij Ziuganov får 29,5 procent). Då Putin har fått egen majoritet redan i denna första valomgång behövs ingen andra omgång, utan han kan tillträda som ordinarie president den 7 maj och kommer att inneha posten till 2008, då han efterträds av Dmitrij Medvedev.
- 2008 – Vid ett klippskred i norska Ålesund kollapsar ett flerfamiljshus, varvid 5 personer omkommer och 15 får föras till sjukhus.

## Födda
- 1031 – Malkolm III, kung av Skottland 1058–1093
- 1659 – William Wollaston, engelsk författare och filosof
- 1747 – Elis Schröderheim, svensk ämbetsman, landshövding i Uppsala län 1786–1787 och 1792–1794, ledamot av Svenska Akademien från 1786
- 1784 – John W. Taylor, amerikansk politiker, talman i USA:s representanthus 1820–1821 och 1825–1827
- 1831 – Albert Schultz-Lupitz, tysk agronom
- 1848 – Edward O. Wolcott, amerikansk republikansk politiker, senator för Colorado 1889–1901
- 1850 – Amalia Riégo, svensk operasångare
- 1851 – Archibald Meston, australisk politiker, tjänsteman, journalist och utforskare
- 1857 – August Nilsson, svensk socialdemokratisk politiker, författare och tidningsman
- 1862 – Fuad I, kung av Egypten 1922–1936
- 1868 – Sven Nyblom, svensk regissör och operasångare (tenor) samt översättare av opera- och operettlibretton
- 1874 – Robert Frost, amerikansk poet
- 1886 – Luigi Amoroso, italiensk nationalekonom, bankman och matematiker
- 1888 – Elsa Brändström, svensk sjuksköterska, känd som Sibiriens ängel
- 1892
  - Otto Adelby, svensk statistskådespelare
  - Paul Douglas, amerikansk demokratisk politiker och ekonom, senator för Illinois 1949–1967
- 1900 – Angela Autsch, tysk nunna, känd som ”Auschwitz ängel”
- 1903 – Nils Stolpe, finländsk militär och forstmästare
- 1905 – Viktor Frankl, österrikisk neurolog och psykiaker
- 1908 – Franz Stangl, österrikisk SS-Hauptsturmführer
- 1911
  - Bernard Katz, tysk-brittisk biofysiker, mottagare av Nobelpriset i fysiologi eller medicin 1970
  - Tennessee Williams, amerikansk dramatiker
- 1913 – Paul Erdős, ungersk matematiker
- 1914 – Åke Grönberg, svensk regissör, skådespelare och sångare
- 1916
  - Christian Anfinsen, amerikansk kemist, mottagare av Nobelpriset i kemi 1972
  - Sterling Hayden, amerikansk skådespelare
- 1920 – Börje Nyberg, svensk skådespelare, regissör och manusförfattare
- 1921 – Åke Larsson, svensk kompositör, textförfattare, musiker, orkesterledare, skivproducent och musikförläggare med pseudonymen Åke Gerhard
- 1922 – William Milliken, amerikansk republikansk politiker, guvernör i Michigan 1969–1983
- 1925 – Pierre Boulez, fransk kompositör och dirigent
- 1928
  - John H. Edwards, brittisk läkare och medicinsk genetiker
  - Åke Hylén, svensk skådespelare och stillbildsfotograf
- 1930
  - Sandra Day O'Connor, amerikansk jurist, första kvinnliga domaren i USA:s högsta domstol
  - Sigge Parling, svensk fotbolls-, bandy- och ishockeyspelare, VM-silver i fotboll 1958
- 1931 – Leonard Nimoy, amerikansk skådespelare
- 1934 – Alan Arkin, amerikansk skådespelare
- 1935 – Mahmoud Abbas, även känd som Abu Mazen, palestinsk politiker, Palestinas president 2003 och 2005–, ledare för PLO 2004–
- 1938 – Anthony J. Leggett, brittisk-amerikansk fysiker, mottagare av Nobelpriset i fysik 2003
- 1940
  - James Caan, amerikansk skådespelare
  - Christina Odenberg, svensk präst, biskop i Lunds stift 1997–2007 (Sveriges första kvinnliga biskop)
- 1941
  - Richard Dawkins, brittisk zoolog och genetiker
  - Lella Lombardi, italiensk racerförare
- 1943
  - Kjell Larsson, svensk socialdemokratisk politiker, Sveriges miljöminister 1998–2002
  - Bob Woodward, amerikansk journalist
- 1944
  - Sven Almgren, svensk skådespelare
  - Diana Ross, amerikansk sångare i gruppen The Supremes
- 1950 – Alan Silvestri, amerikansk filmmusikkompositör
- 1951 – Carl Wieman, amerikansk fysiker, mottagare av Nobelpriset i fysik 2001
- 1952
  - David Amess, brittisk politiker, parlamentsledamot för de konservativa 1983–2021
  - Didier Pironi, fransk racerförare
  - Gary Ruvkun, amerikansk molykärbiolog, mottagare av Nobelpriset i fysiologi eller medicin 2024
- 1956 – Annika Brunsten, svensk skådespelare
- 1957 – Paul Morley, brittisk journalist
- 1958
  - Elio de Angelis, italiensk racerförare
  - Catherine Hansson, svensk skådespelare
  - Alar Karis, estnisk politiker, president 2021–
- 1960 – Jennifer Grey, amerikansk skådespelare
- 1961
  - William Hague, brittisk politiker, parlamentsledamot 1989–2015, partiledare för de konservativa 1997–2001, Storbritanniens socialförsäkringsminister 1994–1995, Walesminister 1995–1997, utrikesminister 2010–2014
  - Billy Warlock, amerikansk skådespelare
- 1962 – Andrej Lavrov, rysk handbollsmålvakt
- 1964 – Staffan Olsson, svensk handbollsspelare och -tränare samt förbundskapten, kopia av Svenska Dagbladets guldmedalj
- 1966 – Michael Imperioli, amerikansk skådespelare
- 1968 – Kenny Chesney, amerikansk countrysångare och -låtskrivare
- 1973 – Sébastien Charpentier, fransk roadracingförare
- 1975 – Filip Hammar, svensk författare, journalist och programledare, medlem i duon Filip och Fredrik
- 1976
  - Bettina Galvagni, italiensk, tyskspråkig författare
  - Maddalena Musumeci, italiensk vattenpolospelare
- 1980 – Sérgio Paulinho, portugisisk tävlingscyklist
- 1985 – Keira Knightley, brittisk skådespelare
- 1988
  - Holly Lincoln-Smith, australisk vattenpolospelare
  - Petar Muslim, kroatisk vattenpolospelare
- 1989 – Minnah Karlsson, svensk sångare
- 2021 – Julian, svensk prins, son till prins Carl Philip och prinsessan Sofia

## Avlidna
- 752 – Stefan (II), vald påve sedan 23 mars detta år
- 1130 – Sigurd Jorsalafare, omkring 40, kung av Norge sedan 1103
- 1679 – Johannes Schefferus, 58, svensk språkforskare, lärdomshistoriker och skytteansk professor
- 1804 – Wolfgang von Kempelen, 70, ungersk vetenskapsman
- 1814 – Joseph Guillotin, 75, fransk läkare
- 1827 – Ludwig van Beethoven, 56, tysk tonsättare, kompositör och pianist
- 1844 – Agustín de Argüelles, 67, spansk statsman
- 1848 – Steen Steensen Blicher, 65, dansk novellist och skald
- 1870 – Pierre Soulé, 68, fransk-amerikansk demokratisk politiker och diplomat, senator för Louisiana 1847 och 1849–1853
- 1892 – Walt Whitman, 72, amerikansk diktare
- 1894 – Alfred H. Colquitt, 69, amerikansk demokratisk politiker och general, guvernör i Georgia 1877–1882, senator för samma delstat sedan 1883
- 1902 – Cecil Rhodes, 48, brittisk finansman och kolonialpolitiker, Kapkolonins premiärminister 1890–1896
- 1913 – Garnet Joseph Wolseley, 79, brittisk fältmarskalk
- 1918 – Johan Bernhard Elfström, 57, svensk jurist, borgmästare i Sundsvall sedan 1913
- 1923 – Sarah Bernhardt, 78, fransk skådespelare
- 1926 – Konstantin Fehrenbach, 74, tysk jurist och politiker, Tysklands rikskansler 1920–1921
- 1933 – Eddie Lang, 30, amerikansk jazzgitarrist
- 1945 – David Lloyd George, 82, brittisk liberal politiker och statsman, parlamentsledamot sedan 1890, Storbritanniens finansminister 1908–1915, rustningsminister 1915–1916, krigsminister 1916 och premiärminister 1916–1922
- 1957 – Édouard Herriot, 84, fransk politiker, Frankrikes konseljpresident 1924–1925, 1926 och 1932
- 1959 – Raymond Chandler, 70, amerikansk deckarförfattare
- 1964 – Otto Schniewind, 76, tysk sjömilitär, generalamiral
- 1965 – Olof Sandborg, 80, svensk skådespelare och teaterregissör
- 1966 – Ragnar Falck, 60, svensk skådespelare, regiassistent och produktionsledare
- 1967 – Åke Hylén, 39, svensk skådespelare och stillbildsfotograf
- 1973
  - Noël Coward, 73, brittisk pjäsförfattare, skådespelare, regissör, manusförfattare och producent
  - Rune Stylander, 55, svensk skådespelare och regiassistent
- 1979 – Einar Beyron, 78, svensk operasångare, sångtextförfattare och teaterregissör
- 1982 – Anders Börje, 62, svensk sångare, kompositör och skådespelare
- 1983 – Anthony Blunt, 75, brittisk konsthistoriker och spion
- 1991 – Doug Herland, 39, amerikansk roddare
- 1993 – Cale Boggs, 83, amerikansk republikansk politiker, guvernör i Delaware 1953–1960, senator för samma delstat 1961–1973
- 1995 – Eric Wright, 30, amerikansk rappare med artistnamnet Eazy-E
- 1998 – Gösta Grip, 93, svensk skådespelare
- 2004
  - Jan Berry, 63, amerikansk musiker, medlem i duon Jan and Dean
  - Jan Sterling, 82, amerikansk skådespelare
- 2005
  - James Callaghan, 92, brittisk labourpolitiker, parlamentsledamot 1945–1987, Storbritanniens finansminister 1964–1967, inrikesminister 1967–1970, utrikesminister 1974–1976 och premiärminister 1976–1979 samt partiledare för Labour 1976–1980
  - Paul Hester, 46, australisk musiker, trumslagare i gruppen Crowded House
- 2006 – Paul Dana, 30, amerikansk racerförare
- 2008
  - Manuel Marulanda, 77, colombiansk revolutionär, grundare av och högste ledare för Farcgerillan sedan 1964
  - Örjan Wallqvist, 79, svensk socionom, journalist, chefredaktör samt tv- och radiochef
- 2011
  - Henrik Fransson, 78, svensk folkmusiker
  - Geraldine Ferraro, 75, amerikansk demokratisk politiker
  - Diana Wynne Jones, 76, brittisk fantasyförfattare
- 2013 – Wayne Fleming, 62, kanadensisk ishockeytränare
- 2014 – Harriet Forssell, 79, svensk jazzsångare och skådespelare
- 2015 – Tomas Tranströmer, 83, svensk poet, mottagare av Nobelpriset i litteratur 2011